# Noworocznik Katolicki dla Dam

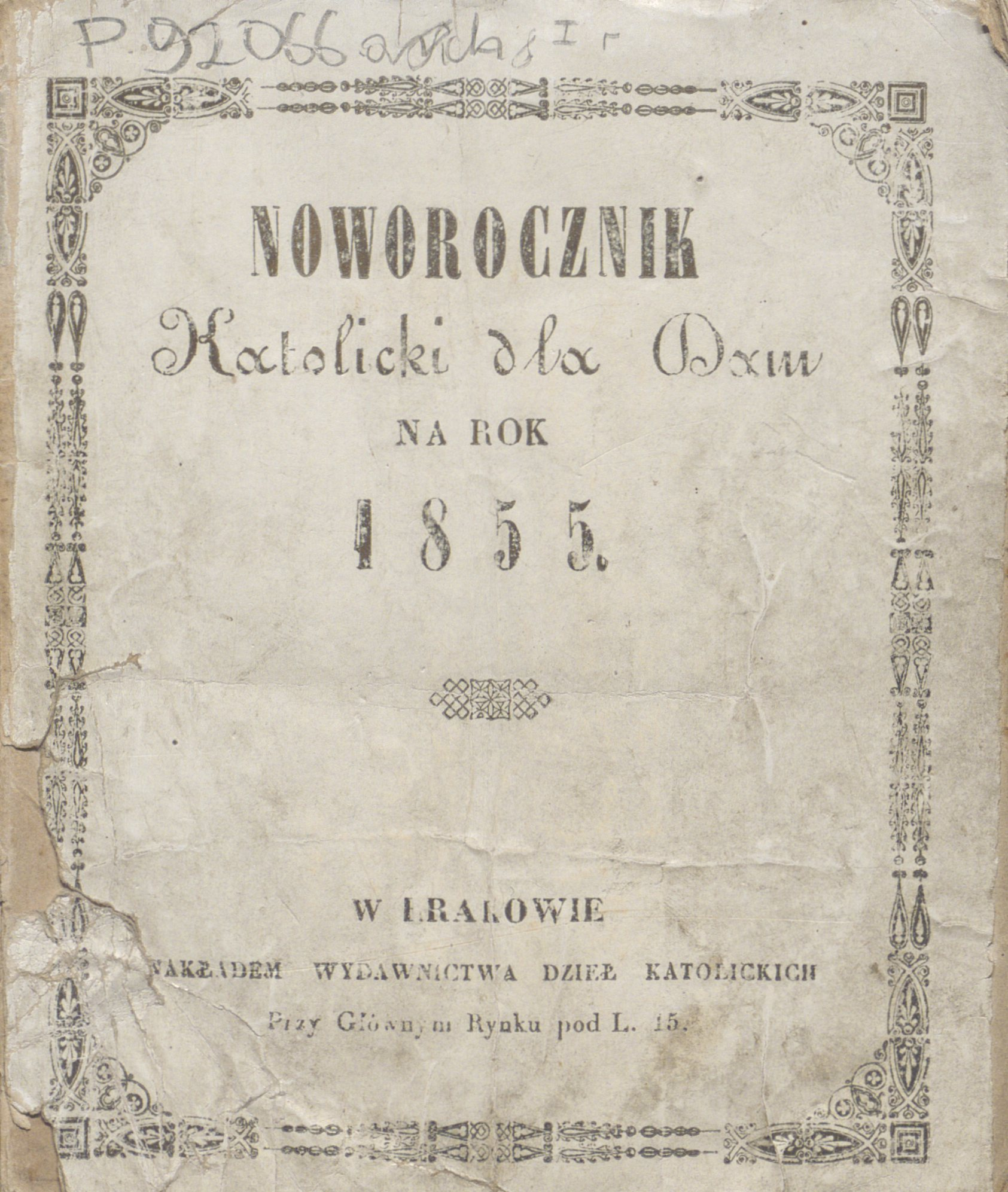
Okładka „Noworocznika Katolickiego dla Dam na Rok 1855”

Noworocznik Katolicki dla Dam – pismo wydane w Krakowie w roku 1855 z inicjatywy Walerego Wielogłowskiego. Było to pierwsze w dziejach prasy krakowskiej pismo poświęcone sprawom kobiecym. Opowiadało się przeciw udziałowi kobiet w życiu politycznym i społecznym. Pismo nie spotkało się z zainteresowaniem czytelników – ukazał się tylko jeden numer.